# Šmírbuch jazyka českého
Šmírbuch jazyka českého. Slovník nekonvenční češtiny spisovatele Patrika Ouředníka tvoří se svými zhruba 16 000 hesly nejúplnější sbírku argotu a slangu v dějinách české lexikografie.

## Koncepce
V rozporu s akademickou slovníkářskou tradicí je Šmírbuch koncipován ne jako klasický výkladový slovník, ale jako slovník česko-argotický: pod záhlavím ve spisovné češtině jsou uvedena synonyma z oblasti „nekonvenční češtiny“. Korpus je doplněn cca tisíci citáty z české literatury včetně překladové. Průběžně se objevuje cvičení „Čtěte a překládejte“ s ukázkou jakoby určenou k překladu (Kam ten kvalt, dacane? Si myslíš, že se z toho tvýho brka poseru do vejšky? Bych ti ten tvuj šlajf nesrovnal. — Kam spěcháte, marnivče? Domníváte se snad, že mne oslníte svým rychlým automobilem? Mějte se na pozoru, mohl bych vám váš vůz poškodit. Vysunul sem si extra válec a zapraskal pahejlama. Povidám pigošovi: „Zašroubuj si, vole, nebudem tu dunět nasucho.“ — Ubalil jsem si pěknou cigaretu a slastně protáhl nohy. „Ubal si rovněž cigaretu, příteli,“ pravil jsem svému společníku romského původu. „Když už zde musíme poshovět, využijme toho a zakuřme si.“)
Ouředníkův úvod mapuje vývoj českého argotu a slangu ve dvou kapitolách, „Argot v odborné literatuře“ a „Argot v beletrii“.

## Přehled vydání
Šmírbuch byl původně určen pro vydání v Jazzové sekci; po rozpuštění organizace komunistickým režimem vyšel v roce 1988 v pařížském exilovém nakladatelství Edice K Jiřího Koláře. Druhé, už české vydání vyšlo v roce 1992 v nakladatelství Ivo Železný; heslový korpus, vymezený roky 1945–1985, zůstal oproti prvnímu vydání nezměněn, ale kniha byla doplněna zpětným rejstříkem a předmluvou Martina Hyblera. Nespokojenost s tímto vydáním vyjádřil Patrik Ouředník v rozhovoru publikovaném v Tvaru; nalezl v něm velký počet tiskových chyb a nesprávných odkazů. Třetí vydání vyšlo v nakladatelství Paseka v roce 2005; materiál byl rozšířen o období 1985–89 a korpus byl obohacen o zhruba 1 300 výrazů. Grafickou úpravu i sazbu si tentokrát Ouředník dělal sám a je i autorem obálky (pod pseudonymem Petr Sedlecký). Čtvrté vydání (Volvox Globator, 2016) převzalo grafickou úpravu z předchozího, v korpusu přibylo cca 400 výrazů. Předmluvu Martina Hyblera, která se po takřka 30 letech jevila zastaralá, nahradil text Vladimíra Macury.
První vydání:
Edice K, Paříž, 1988, 426 stran.
Obálka: ?
Ilustrace: Roland Topor.
Odpovědný redaktor: Olga Špilarová.
Náklad včetně dotisků: 1 800.
Druhé vydání:
Ivo Železný, Praha, 1992, 456 stran.
Podtitulek: Slovník nekonvenční češtiny.
Obálka: Leo Novotný.
Předmluva: Martin Hybler.
Odpovědný redaktor: Ondřej Pffefer.
Náklad včetně dotisků: 22 000.
ISBN 80-7116-007-5
Třetí vydání:
Paseka, Praha, 2005, 504 stran.
Podtitulek: Slovník nekonvenční češtiny 1945–1989.
Obálka: Patrik Ouředník (pseud. Petr Sedlecký).
Předmluva: Martin Hybler.
Odpovědný redaktor: Ivan Beránek.
Náklad: 6 000.
ISBN 80-7185-638-X
Čtvrté vydání:
Volvox Globator, Praha, 2016, 538 stran.
Podtitulek: Slovník nekonvenční češtiny 1945–1989.
Obálka: Patrik Ouředník (pseud. Petr Sedlecký).
Předmluva: Vladimír Macura.
Odpovědný redaktor: Olga Špilarová.
Náklad: ?
ISBN 978-80-7511-231-6

## Ukázka hesla

### SPĚCH
rajt, kvalt, tuml, fofr, fofruňk.
Spěchat, pospíchat
— Hni se, hnise! —
bejt placenej vod metru, vod kilometru, mít šulemtulem, hejble, fofr, kvalt,
„Podivej vole mám kvalt vole. Stavim se u tebe.“ Jan Zábrana | Warren Miller
mazat, švihat, kmitat, hulákat, cválat, klusat, dusat, žihat, gemovat, bičovat, zdrhat, stíhat, štípat, střihat, vyšívat, petelit, makat, megošit, trapovat, sprintovat, spurtovat, šanžírovat, kvaltovat, fofrovat, padat, migat, luftovat, svingovat, túrovat, finišovat, nasadit trháka, šlápnout na pedál, dupnout na plyn, vrazit, píchnout tam dvojku, štyrku, vzít to prudkym letem, cuknout, mrsknout, švihnout sebou, napichovat, vodpichovat, stírat, solit, mastit, kalit to,
„Jestli sebou chcete mrsknout, tak sebou mrskněte, my si to kalíme.“ Radovan Krátký | Pier P. Pasolini
brát pěcháka, brát to kalupem, trapem, tratarata, na plnej plyn, gáz, plnou parou, hnout, hejbnout, hodit frakem, hrbem, prdelí, kostrou,
„Hejbněte kostrou, hošani,“ řekl. „Hejbněte kostrou. Nemáme na to celej den.“ Luba a Rudolf Pellarovi | Ralph Ellison
rozhejbat faldy, šunky, rozpálit kejty, mrsknout ploutvema, natáhnout brka, špády, hnáty, chůdy, tráfy, trafiky, pagnečajky, prohnat kramle, přidat páru, šťávu, rozšvenkovat pedály, napálit to, hasit, konit si to, upalovat jak žíznivá čára, špinavý prádlo, namydlenej prd, jako by mu prdel nasolil, podpálil, podpálil koule, zdrhat jak namazanej, nasolenej, vymiškovanej, jako živej, jako by měl v prdeli, u prdele vrtuli, jako by mu terpentýnem mazali prdel, u prdele zapálili faguli, koudel, kulky namazal, navalovat, nabírat, natírat to jak sysel do díry, s chudym do hrobu, řítit, hnát se jak splašenej, posranej, podesranej Saks, štvát řiť, uhánět jak s teplym hovnem, prdem, letět jak papír vod prdele, zdrhat jak Zátopek, valit se jak komunismus.
Srov.
- Útěk
- Těkat, pobíhat
- Uřícený
Spěchat s prací, s činností
makat, kmitat, fretkovat, šturmovat,
A ty další typy, co šturmujou, aby pak měli čas si dáchnout. Petr Prouza
bičovat, kvaltovat,
„Táák, to je vono, nekvaltuj. Tak.“ Václav Dušek
migat, migovat, finišovat.

## Ohlasy
- Jedinečné dílo v historii české lexikografie. Václav Písecký, Obrys
- Ač slovník, čte se jako báseň. Jiří Žáček, Lidové noviny
- Pravé perly české jazykové vynalézavosti. Antonín Měšťan, Reportér
- Neocenitelný materiál. Dušan Šlosar, Host
- Dílo jedinečného významu v dějinách české jazykové kultury. Petr Peňáz, Proměny
- Slovník jazykové šťavnatosti a filologických možností až pábitelských. Vladimír Novotný, Mladá fronta dnes
- Tenhle slovník není pro puritány ani farizeje. Jejich škoda. Jan Mervart, Rovnost
- Doklad o nevysychajícím prameni jazykové tvořivosti. Vždyť každého lingvistu jistě zaujme, že ó-kmeny zde neoznačují typ skloňování, ale nohy do ó. Renata Blatná, Naše řeč
- Ouředník se však na rozdíl od lingvistů dostává dál: jak patrno z motta a řady pasáží v knize, je i mistrem nadstandardu, češtiny vznešené, "hochtschechisch"; ta je dnes v pozici disidentské. Jiří Marvan, Literární noviny
- Šmírbuch prostě není s čím smysluplně srovnat: ční v české lexikografické produkci jako solitér. Ivan Kubíček, Svědectví